# Tikunani
Die Stadt Tikunani auch Tigunanu  wird einem akkadischen Brief des Großkönigs Ḫattušili I. an Tunip-Teššub/Tunija von Tikunani erwähnt. Die Lage der Stadt ist unbekannt, sie muss jedoch in der Nachbarschaft von Ḫaḫḫu gelegen haben, gegen das der Großkönig gerade Krieg führte. Er fordert seinen Verbündeten auf, seinem Bündnis mit den Hethitern treu zu bleiben, nicht auf die Worte seines Feindes zu hören, die Getreiderationen von Ḫaḫḫu aufzuzehren und sein Vieh zu stehlen („Jeder Ochse, den Du wegnimmst, wird Dein eigener sein, jedes Schaf und jede Ziege, die Du wegnimmst, wird Deine eigene sein!“) und die Stadt dann von beiden Seiten anzugreifen. Am Schluss befiehlt er Tunip-Teššub, ihm das Eisen zuzusenden, das der Großkönig aus Niḫrija gebracht habe.
Salvini nimmt an, dass Tikunani ein hurritisch-akkadischer Staat im nördlichen Mesopotamien war, der später im Mittani-Reich aufging.
In einem Ton-Prisma vom Ende der altbabylonischen Periode, aus einer Raubgrabung, werden 438 Ḫabiru aufgezählt, die für Tunip-Teššub arbeiten.